# عام زايد
عام زايد هي مبادرة أعلن عنها الشيخ خليفة بن زايد آل نهيان، حيث سيحمل عام 2018 في دولة الإمارات العربية المتحدة شعار «عام زايد» بمناسبة الذكرى المئوية لميلاد مؤسس دولة الإمارات الشيخ زايد بن سلطان آل نهيان والهدف منها إبراز دور ومناقب ومآثر وإرث القائد المؤسس.

## ضمن المبادرة
أنشئ ضمن مبادرة عام زايد صرح زايد المؤسس وتم افتتاحه في 26 فبراير 2018.

## التاريخ والخلفية
في 6 أغسطس 2017 أفادت وكالة أنباء الإمارات أن الشيخ خليفة بن زايد آل نهيان، رئيس دولة الإمارات العربية المتحدة، أصدر توجيهات بإعلان عام 2018 عام زايد تكريمًا لوالده الشيخ زايد بن سلطان آل نهيان. وجاء الإعلان خلال الذكرى السنوية الحادية والخمسين لتولي زايد قيادة أبوظبي في عام 1966، والذي أصبح الحاكم خلفًا للشيخ شخبوط. واستجابة لتوجيهات الشيخ خليفة دعا محمد بن راشد، نائب رئيس الدولة وحاكم دبي، إلى وضع إطار شامل لأجندة متكاملة وموحدة للمبادرات داخل جميع المؤسسات الاتحادية والمحلية.
في نوفمبر 2017، كشف ولي عهد أبوظبي آنذاك محمد بن زايد آل نهيان عن الشعار الرسمي لعام زايد. وفي ديسمبر 2017 أعلنت مؤسسة زايد الدولية للبيئة عن إطلاق منصة تعليمية خضراء وتنظيم مؤتمر حول التلوث بالشراكة مع برنامج الأمم المتحدة للبيئة. وفي ديسمبر 2017 كشفت طيران الإمارات عن أسطول خاص من خمس طائرات إيرباص A380 وخمس طائرات بوينغ 777-300ER تحمل شعارات ستطير طوال عام 2018 عبر وجهاتها الدولية مع ملصق مزين للشيخ زايد وشعار "عام زايد".